# Sant'Agnese fuori le mura
Sant'Agnese fuori le mura este o biserică din Roma, cu mozaicuri din secolul al IV-lea.